# Verzorgingsplaats Deersels
Verzorgingsplaats Deersels is de naam van een tweetal verzorgingsplaatsen aan de Nederlandse A67 tussen aansluiting Panningen en aansluiting Venlo-Noordwest in de richting Venlo. Beide liggen in de gemeente Peel en Maas.
Het westelijke deel heeft een tankstation en het oostelijke deel heeft enkel een parkeerplaats.

## Coördinaten
- West: 51° 22′ 41″ NB, 6° 0′ 3″ OL
- Oost: 51° 22′ 59″ NB, 6° 2′ 2″ OL

Richting Duisburg: Het Goor · Meelakkers · Het Gevlocht · Deersels · Zwartewater
Richting Antwerpen: Venlose Heide · Reunen · De Slenk · Helenaveen · De Leysing · Oeijenbraak · Oeienbosch · De Beerze